# ألكسندر مولر (سياسي ألماني)
ألكسندر مولر (ولد في 17 يوليو 1969)، هو سياسي ألماني ينتمي إلى الحزب الديمقراطي الحر، شغل منصب عضو في البوندستاغ من عام 2017 حتى 2025.

## الحياة المبكرة والتعليم
تخرج مولر في عام 1988 من مدرسة بيسهوفليش غيمنازيوم في كوبلنز، ودرس هندسة المعلوماتية.

## المسيرة السياسية
انضم مولر إلى الشباب الليبراليين والحزب الديمقراطي الحر في عام 1990. وقد وُصف بأنه ليبرالي حر (ليبرتاري).
في عام 2017، أصبح مولر عضوًا في البرلمان الألماني (البوندستاغ). ومنذ انتخابات 2021، شغل منصب المتحدث باسم المجموعة البرلمانية لشؤون المشتريات العسكرية.
بالإضافة إلى مهامه في اللجان، شغل مولر منصب نائب رئيس مجموعة الصداقة البرلمانية الألمانية-البولندية في الفترة من 2018 إلى 2021.